# 거창 만월당
거창 만월당(居昌 滿月堂)은 대한민국 경상남도 거창군에 있는 조선시대의 건축물이다. 2001년 12월 20일 경상남도의 유형문화재 제370호로 지정되었다.

## 개요
1786년에 중건하여 현재에 이르기까지 거창지역의 대표적인 문인들과 깊은 관계를 맺어 향토문화의 뿌리를 내리는데 기여하였고, 특히 임진왜란 때 의병을 일으켜 공을 세운 분들의 정신이 살아 숨쉬는 역사적인 장소이다.
평면형식이나 장식없이 소박하면서도 간결한 가구기법등에서 중건 당시의 모습을 볼 수 있는 정면 4칸, 측면 1칸 규모의 조선 후기 건물이다.

## 참고 문헌
- 거창 만월당 - 국가유산청 국가유산포털